# Roland Parenteau
Pour les articles homonymes, voir Parenteau.
Roland Parenteau est un économiste et professeur universitaire québécois né en décembre 1921 à Montréal et mort le 22 avril 2015.
Il est le fondateur de l'École nationale d'administration publique (ENAP), institution universitaire dont il fut le premier directeur général jusqu’en 1974 et directeur général par intérim en 1988-1989 ,.
En plus de sa carrière professorale à l'ENAP, il fut aussi professeur à HEC Montréal et à l'Université de Montréal.
Roland Parenteau est considéré comme une figure marquante de la Révolution tranquille et de la création de l'État québécois moderne.

## Études
Roland Parenteau a obtenu une licence en sciences commerciales de l'École des hautes études commerciales de Montréal. Il a poursuivi ses études universitaires en sciences économiques à la Faculté de droit de Paris et à l'Institut d'études politiques de Paris.

## Carrière
Roland Parenteau commence sa carrière comme professeur universitaire à HEC Montréal en 1945. À partir de 1951, il enseigne également à l'Université de Montréal.
À partir de 1961, Roland Parenteau devient membre du Conseil d'orientation économique du Québec, à la demande du premier ministre Jean Lesage, organisation qu'il dirigea de 1964 à 1968. Il créa ensuite l'Office de planification du Québec.
En 1969, à la demande du Gouvernement du Québec, il fonde l'École nationale d'administration publique, une institution d'enseignement universitaire membre du Réseau de Université du Québec spécialisée en administration publique. Il en sera le premier directeur général jusqu'en 1974, et à nouveau à titre d'intérim en 1988-1989. Dans ses mémoires publiés en 2008, Roland Parenteau mentionne que la création de l'ENAP est l'une de ses réalisations professionnelles dont il est le plus fier.

## Hommages
Le Prix Roland-Parenteau est remis annuellement par l'École nationale d'administration publique à l'étudiant ou l'étudiante ayant obtenu la meilleure moyenne cumulative à la maîtrise pour gestionnaires.
L'Institut d'administration publique du Canada décerne depuis 1992 le Prix Roland-Parenteau au meilleur article de langue française paru dans la revue scientifique Canadian Public Administration/Administration publique du Canada.

## Distinctions
- 1964 : Membre de la Société royale du Canada
- 1986 : Médaille Vanier de l’Institut d’administration publique du Canada[9]
- 1991 : Professeur émérite de l'École nationale d'administration publique
- 1994 : Officier de l'Ordre national du Québec
- 2018 : Médaille du 50e anniversaire de l'Université du Québec